# Barrio La Colonia

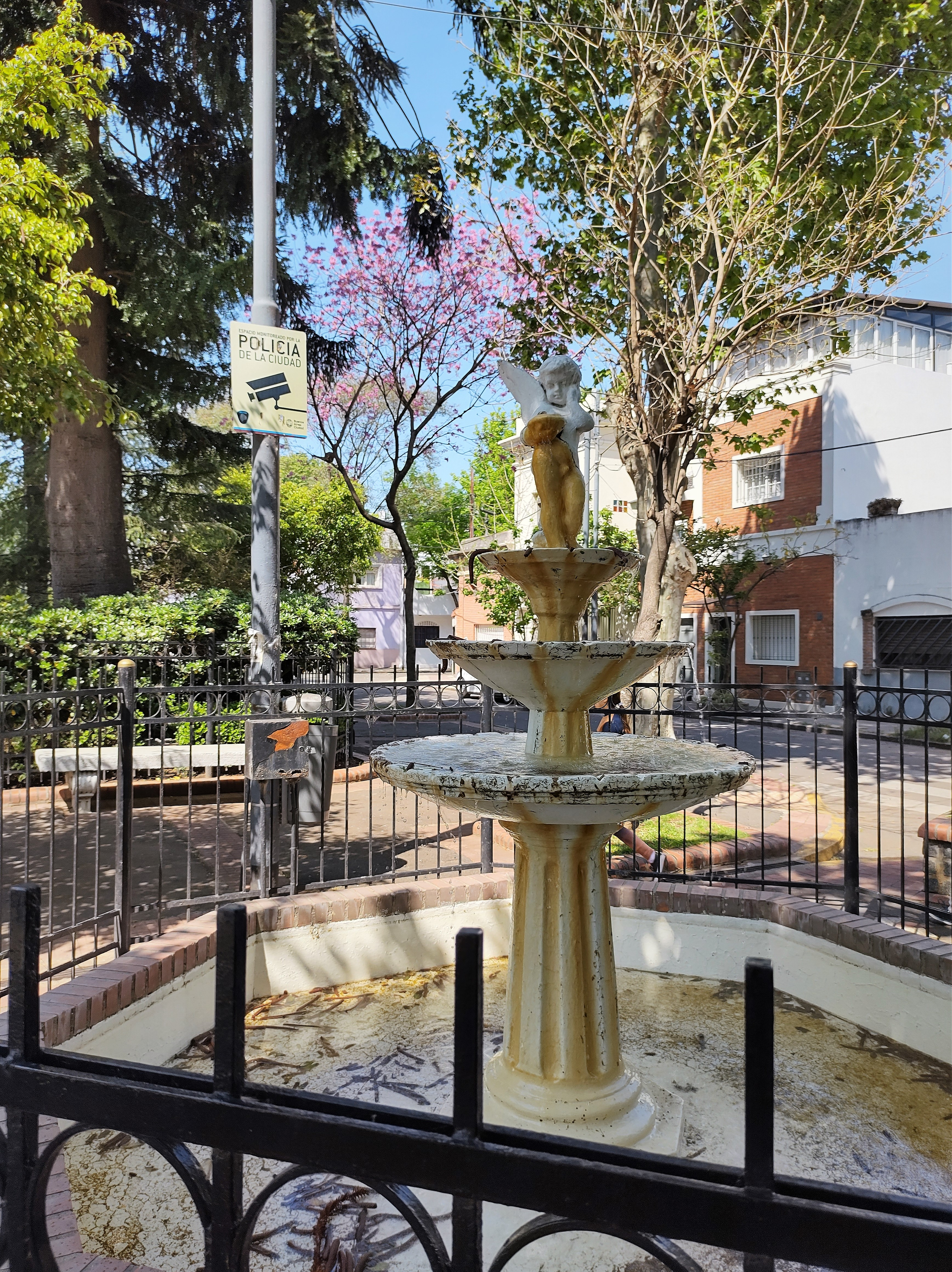
Fuente en la plazoleta del barrio La Colonia.

Se conoce como La Colonia a un barrio de vivienda pública habilitado en 1914 por la Municipalidad de Buenos Aires. Se encuentra en el barrio porteño de Parque Patricios, y muy cercano al parque homónimo.

## Historia

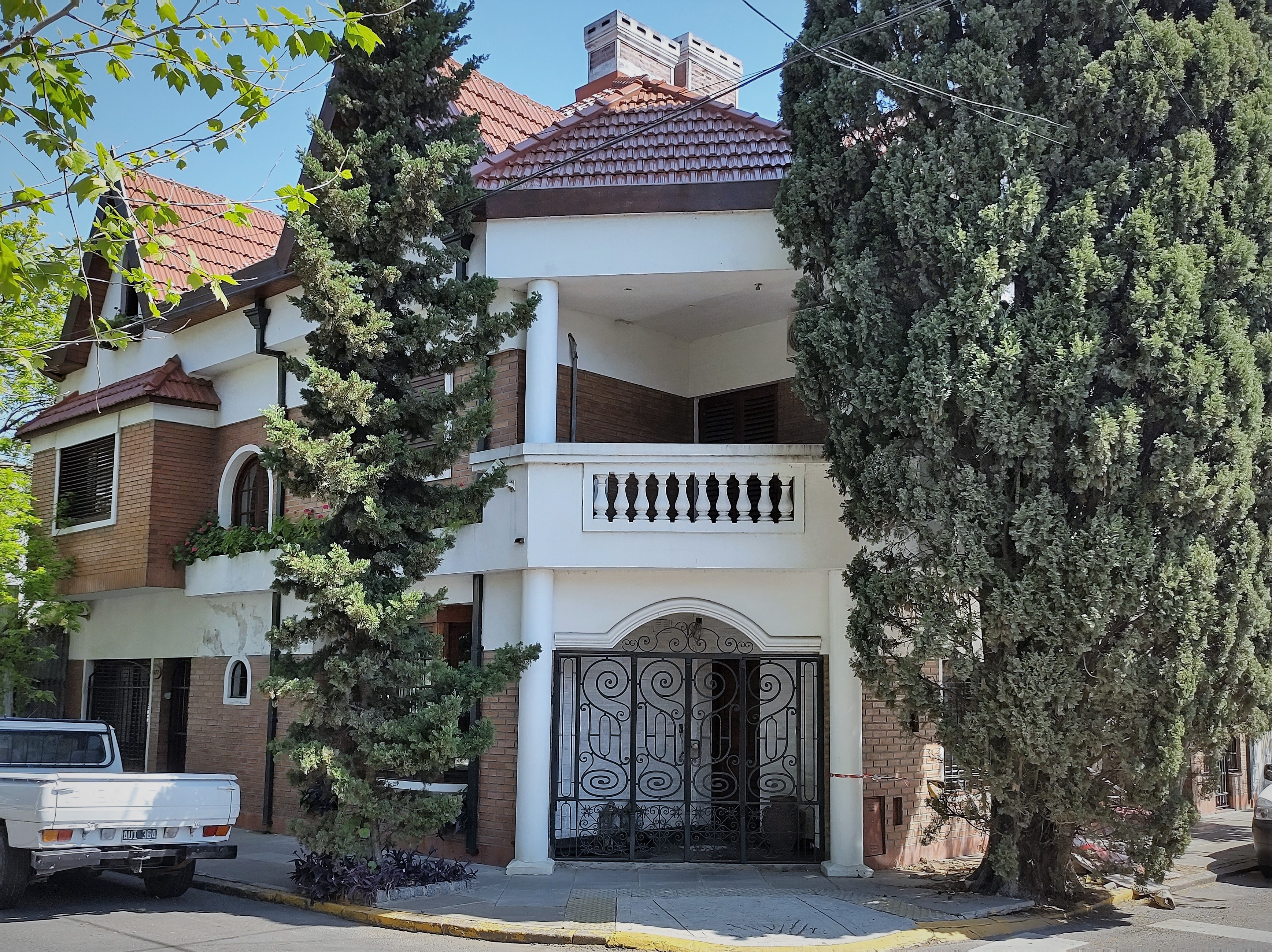
Casa en la esquina de Mocoretá y Miriñay

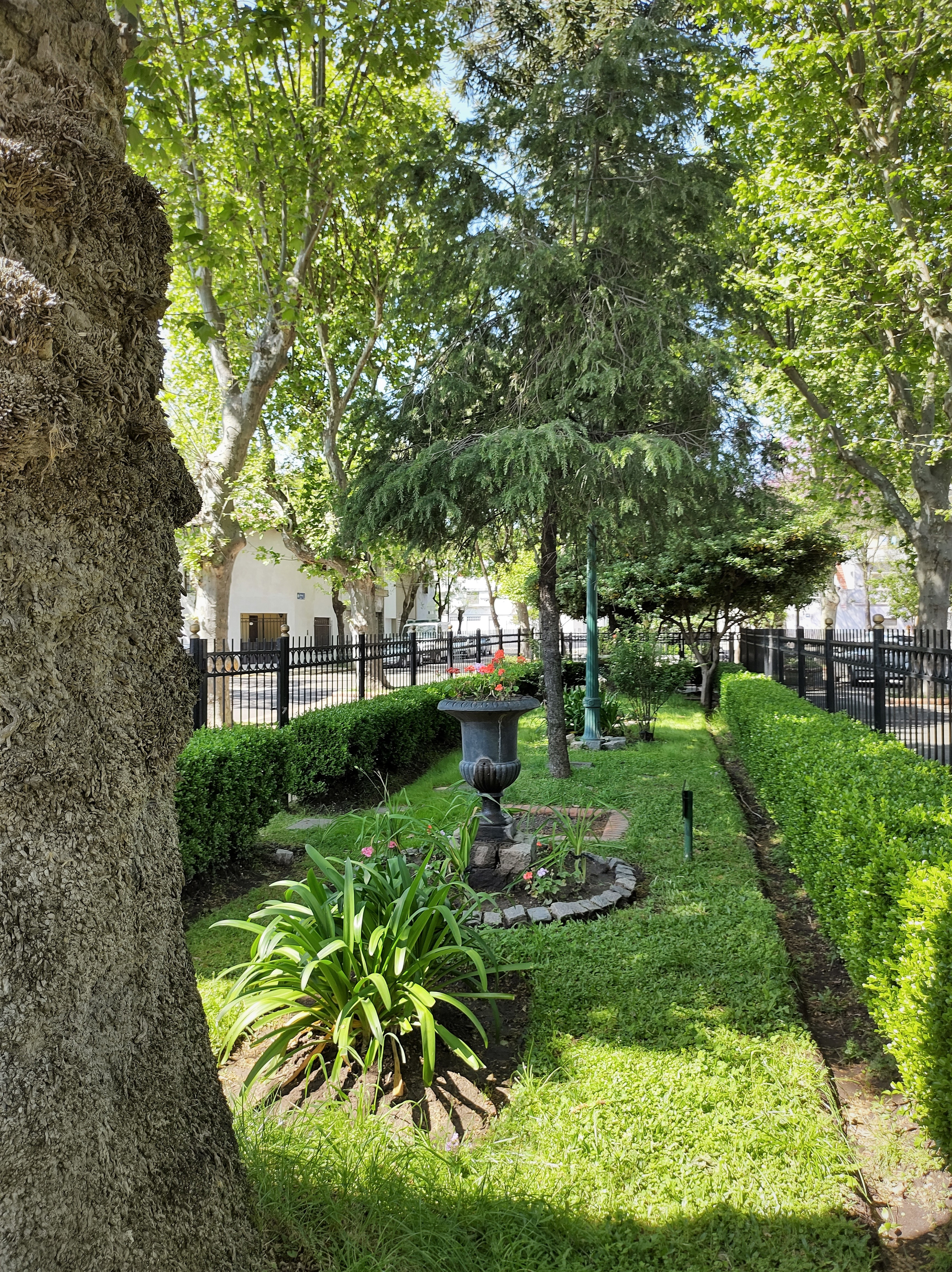
Plazoleta central

La historia del Barrio Municipal Parque de los Patricios (nombre oficial de “La Colonia”) se remonta al año 1909, cuando la Municipalidad de Buenos Aires adquirió, con donaciones del Jockey Club porteño, un terreno de cerca de una hectárea de superficie y forma de paralelogramo cercano al Parque de los Patricios inaugurado poco tiempo antes, en 1902. Por esos tiempos la zona elegida para el conjunto de viviendas para obreros municipales era un lugar marginal en Buenos Aires, donde anteriormente se faenaban animales, y no muy lejos existía la quema de las basuras.
Las obras estuvieron concluidas hacia 1914, cuando la Municipalidad inauguró las 116 viviendas, repartidas por la sociedad de San Vicente de Paul en un sorteo entre los obreros. Estos eran en su mayoría inmigrantes europeos: italianos y españoles mayoritariamente, y por eso con el paso del tiempo se impuso popularmente el mote de “La Colonia” con el cual actualmente se sigue conociendo al barrio. 
Las damas vicentinas se encargaron de la administración y el cobro del alquiler de las viviendas hasta el año 1954, cuando fueron definitivamente vendidas a sus ocupantes mediante créditos hipotecarios blandos a un plazo de 30 años.

## Descripción
El pequeño conjunto de viviendas unifamiliares está bordeado por las calles José Cortejarena, Diógenes Taborda, Andrés Ferreyra y Cachi. Está recorrido por tres pasajes norte-sur llamados Gena, Mocoretá y Guayquiraró, y uno en sentido este-oeste llamado Miriñay; y en el centro se encuentra la pequeña Plaza Francisco López Torres.
El diseño original de las casas era sencillo: poseían un pequeño jardín de entrada, y dos plantas con cocina, comedor y dos o tres habitaciones. A lo largo de los cien años de existencia que ostenta el barrio, sus propietarios originales o sus descendientes y nuevos dueños fueron modificando las fachadas y los interiores de acuerdo a los gustos, modas sucesivas o necesidades estructurales.
En la actualidad, la rica arboleda que adorna las veredas y la plaza es ya añeja, y está compuesta por especies tales como palmeras, araucarias, plátanos, palos borrachos y sauces.